# Lis Przechera

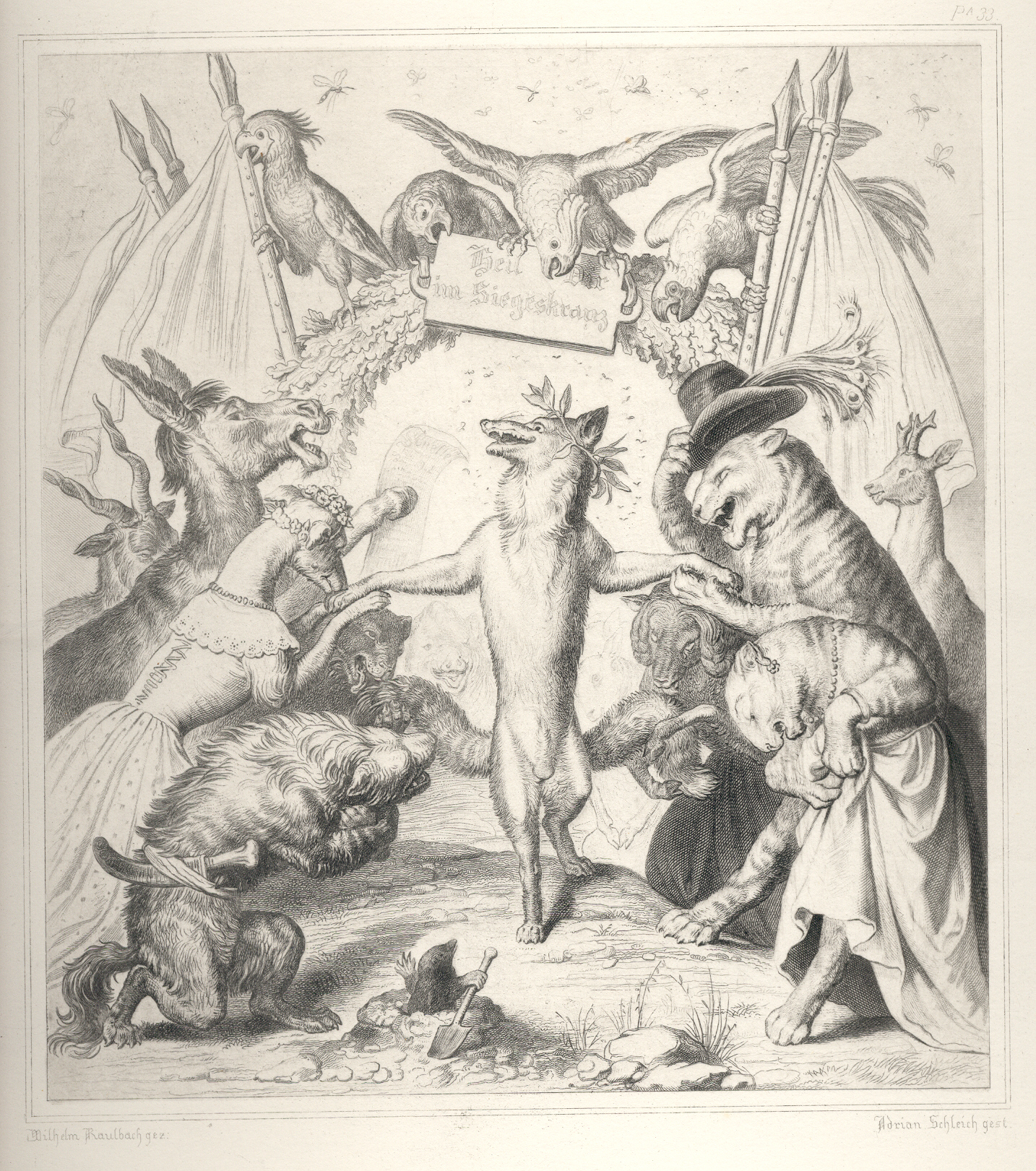
Reineke zwycięski – miedzioryt na podstawie rysunku Wilhelma von Kaulbacha z niemieckiego wydania poematu Goethego w 1846 r.

Lis Przechera (niem. Reineke Fuchs, dosł. Lis Reineke) – poemat heroikomiczny autorstwa Johanna Wolfganga von Goethego z 1793 roku, złożony z dwunastu pieśni. Jest jedną z licznych wersji Powieści o lisie – cyklu historii obecnych w literaturze europejskiej od XII wieku, których kolejne przetworzenia i adaptacje powstawały przez kilkaset lat. Goethe nie wymyślił żadnego istotnego wątku opowieści, natomiast nadał jej nową formę wersyfikacyjną, układając swoją wersję heksametrem, co miało spowodować komiczny efekt rozdźwięku między podniosłą formą utworu a jego pozbawioną patosu treścią. Pisząc Lisa Przecherę poeta chciał oderwać się od otaczającej go przykrej rzeczywistości - poemat powstawał bowiem w czasie oblężenia Moguncji w 1793 roku, gdzie Goethe towarzyszył księciu Weimaru Karolowi Augustowi, walczącemu u boku wojsk pruskich przeciwko rewolucyjnej Francji. Utwór został wydany w 1794 roku. 
Pochodząca z Francji Powieść o lisie (fr. Roman de Renart) funkcjonowała w Niemczech pod tytułem Reineke Fuchs (pol. Lis Reineke). Niemieckie wersje cyklu pochodziły od niderlandzkiej Reynaerts historie z końca XIV stulecia, która z kolei była rozwinięciem poematu Van den vos Reynaerde (pol. O lisie Renarcie) z XIII wieku. W 1498 roku w Lubece ukazał się przekład Reynaerts historie na dolnoniemiecki (pod tytułem Reynke de vos), który zapoczątkował bogatą tradycję niemieckich adaptacji Powieści o lisie. Własną wersję napisał m.in. Johann Christoph Gottsched w 1752 roku, a utwór Goethego jest parafrazą jego tekstu. 
Podobnie jak wcześniejsze wersje tej historii, dzieło Goethego opowiada o lisie-złoczyńcy (w oryginale jego imię brzmi Reineke), który z powodu swoich zbrodni zostaje wezwany przed sąd królewski. Jego wrogowie, z wilkiem na czele, wnoszą przeciwko niemu oskarżenia przed zasiadającym na tronie lwem, lis natomiast używa podstępów i intryg, by uchronić się przed karą i pognębić swoich przeciwników. Aby osiągnąć swój cel, wykorzystuje ich chciwość i pychę. 
Poemat Goethego był trzykrotnie przekładany na polski. W 1860 roku ukazała się we Lwowie anonimowa adaptacja zatytułowana Lis Mykita, którą Ludwik Jenike ocenił jako zręczną, ale mającą niewiele wspólnego z oryginałem. Sam Jenike był autorem pierwszego przekładu w ścisłym sensie, który ukazał się w 1877 roku jako Reineke-Lis. Tłumaczenie to, dokonane nierymowanym heksametrem, zostało jednak zapomniane, większą popularność zdobył natomiast przekład Leopolda Staffa, wydany pod tytułem Lis Przechera w 1935 roku. Staff przełożył utwór Goethego jedenastozgłoskowcem. Forma ta nawiązuje do Myszeidy i Monachomachii, a więc do poematów heroikomicznych Ignacego Krasickiego, ale nie oddaje w pełni kontrastu między tonem opowieści a jej treścią, widocznego w niemieckim oryginale. W tłumaczeniu Staffa imiona i nazwy własne zostały spolszczone. 